# جولین ریبکی
جولین ریبکی (انگلیسی: Julien Rybacki؛ زادهٔ ۲۴ سپتامبر ۱۹۹۵) بازیکن فوتبال اهل آلمان است.
از باشگاه‌هایی که در آن بازی کرده‌است می‌توان به باشگاه فوتبال دویسبورگ و باشگاه فوتبال فورتونا دوسلدورف اشاره کرد.